# Eric Brickman
Eric Brickman, britanski general, * 1900, † 1985.